# Belarusbank
Die Belarusbank ist eine Bank in Belarus, die führend im belarussischen Bankensystem ist. Seit 2021 ist die Bank bei der EU sanktioniert.

## Geschichte
Im Jahr 1987 wurde die Belarussische Republikanische Bank der Sparbank UdSSR gegründet, die 1991 in die Sparbank von Belarus umgewandelt wurde. Im Jahr 1995 wurde die Sparbank Belarus durch Erlass des Präsidenten der Republik Belarus mit der Aktienkommerzbank Belarusbank vereinigt, um die ASB Belarusbank einzurichten.
Im Jahr 1996 wurden die Branchenbanken Belsvyazbank und Belzheldor zum Bestandteil der Belarusbank. In der gleichen Zeit wurde die Bank Vollmitglied des internationalen Zahlungssystems Europay International. Ein Jahr später eröffnete die Belarusbank Repräsentanzen in Russland (Moskau) und Polen (Warschau). Im Jahr 2000 wurde die Bank Vollmitglied des internationalen Zahlungssystems VISA International. 2003 gründete die Belarusbank eine Repräsentanz in Deutschland (Frankfurt am Main).
Im Juni 2007 gründete die Belarusbank eine Repräsentanz in Peking.
Im Mai 2012 wurde die Belarusbank ein offizielles Mitglied des Weltsparbankinstituts (WSBI) – einer der größten Bankassoziationen, die die Interessen der Sparbanken und Retailbanken weltweit vertritt. In demselben Jahr wurde die Belarusbank eine Partnerbank des Interbankenverbandes, die Schanghaier Organisation für Zusammenarbeit.
Am 16. August 2013 wurde ein Vertrag über die Gründung der Gesellschaft BELKART unterschrieben. Als Gründer traten das Bankverarbeitungszentrum, die Belarusbank, die Belagroprombank und die Belinvestbank auf.
Im Jahr 2016 schloss die Belarusbank ihre Repräsentanz in Polen und 2018 die in Moskau.
Im März 2022 hackte sich die internationale Hackergruppe Anonymous in die Website der Belarusbank ein.

## Eigentümer und Management
Die Mehrheitsanteile der Belarusbank befinden sich im Besitz des Staatlichen Vermögenskommittees der Republik Belarus – 98,76 % – unmittelbarer und 1,19 % – mittelbarer Besitz (Verwaltungsbezirke). Natürliche Personen besitzen 0,0152 % der Aktien.

### Aufsichtsrat
Der Aufsichtsrat, geleitet von Alexander Turchin, übt eine Koordinierungsfunktion aus (Stand Dezember 2018).

### Vorstandsvorsitzende
- Vladimir Khilko (1993–1995)
- Tamara Vinnikova (1995–1996)
- Nadezhda Yermakova (1996–2011)
- Sergey Pisaryk (2011–2016)
- Viktar Ananich (seit 2017)

## Geschäftstätigkeit
Die Belarusbank ist eine Universalbank, die sowohl natürliche als auch juristische Personen bedient und Dienstleistungen im Investmentbanking anbietet.
Mehr als 80.000 juristische Personen und Einzelunternehmer (Stand August 2018) werden betreut. Großkunden der Bank sind belarussische Erdölunternehmen wie Gazprom Transgaz Belarus und Evrotorg.
Nach Umfang des Filialnetzes steht die Belarusbank an erster Stelle der 10 größten Banken von Belarus.
Im Jahr 2018 umfasste das Filialnetz der Bank:
- 6 Filial-Gebietsleitungen (Minsk),
- 21 Filialen,
- 103 Zentren für Bankdienstleistungen,
- 1433 Bankabteilungen,
- 138 Wechselpunkte.

Die Bank hat ausländische Repräsentanzen in Peking und Frankfurt am Main.
Die Bankholding besteht aus:
- ASB Leasing (99,99 %)
- ASB Erholungs- und Kurheim Sputnik (100 %)
- ASB Erholungs- und Kurheim Solnetschnyi (100 %)
- ASB Consult (60 %)
- ASB Broker (der Unternehmensgründer ist ASB Leasing).

## Ratingeinstufungen
Fitch Ratings (Jahr 2018):
- kurzfristig in Fremdwährung: B
- langfristig in Fremdwährung: B
- langfristiger Ausblick: Stabil
- Unterstützungsrating: 4
- Standard & Poor’s (April 2018):
- langfristig in Fremdwährung: В
- langfristig in Nationalwährung: B
- Ausblick: Stabil[11]

## Sanktionen
Am 24. Juni 2021 wurde die Bank auf die „schwarze Liste der EU“ gesetzt. Die Sanktionen der Europäischen Union vorsehen Beschränkungen der Kreditaufnahme auf EU-Märkten und die Verfügbarkeit von Darlehen mit Laufzeiten von mehr als 90 Tagen bei europäischen Geschäftspartnern. Am 20. August 2021 setzte Fitch Ratings der Bank ein „B“-Rating mit negativem Ausblick fest. Gleichzeitig zog die Agentur das Rating aufgrund der Platzierung der Bank in die Sanktionsliste zurück und kündigte an, die Aktivitäten der Belarusbank nicht mehr zu bewerten oder anderweitig zu analysieren. Im August desselben Jahres schloss sich die Schweiz den EU-Sanktionen an.
Im Oktober 2022 verhängte die Ukraine Sanktionen gegen die Bank und im Januar 2023 gegen ihre Tochtergesellschaft ASB Leasing. In den Jahren 2022 und 2023 war die Bank kanadischen Sanktionen ausgesetzt.

## Hypothekenbüro
Im Februar 2018 eröffnete die Belarusbank ein Hypothekenbüro. Dort bietet man den Kunden Immobilienkredite an, sowohl zum Bau und Kaufen der neuen als auch gebrauchten Wohnungen.

## Wohltätigkeitsprojekte
Die Belarusbank unterstützt folgende Projekte:
- „Elternhaus“ – Bau von Wohnhäusern für Familien, die Waisenkinder und Kinder ohne elterliche Betreuung erziehen, Hilfeleistung für dort lebende Familien
- „Vektor der Güte“ – die Bank unterstützt Gesundheitseinrichtungen, Sozialschutzeinrichtungen, öffentliche Vereinigungen,
- „Brücke in die Zukunft“ – Hilfeleistung für Lehr- und Bildungseinrichtungen, Unterstützung für die Entwicklung von Kindern
- „Gewinnen wir zusammen!“ – Unterstützung von Leistungssport, Körperkultur und gesunder Lebensweise
- „Raum der Begeisterung“ – Unterstützung für Organisationen der Kunst und Kultur[19]